# Giuseppe Piermarini
Giuseppe Piermarini (Foligno, 18 de juliol de 1734 - Foligno, 18 de febrer) és un autor del teatre de La Scala a Milà i de la Vil·la reial de Monza entre altres obres destacades.
Piermarini va néixer a Foligno, als Estats Pontificis el 1734. Es va formar com a arquitecte a Roma on va treballar amb Luigi Vanvitelli entre el 1756 i el 1764 i a Reggia di Caserta entre el 1765 i el 1768. Es va traslladar posteriorment a Milà el 1770 i va ser anomenat Imperial Regio Architetto. i inspector de les fàbriques de tota Llombardia. L'any 1776 va obtenir la càtedra d'arquitectura de l'Acadèmia de Belles Arts de Brera que va fundar Maria Teresa I d'Àustria.
Després de la invasió francesa, es va retirar a Foligno entre el 1798 i el 1799 fins que va tornar a ocupar-se de decoracions de la Festa de la Federació en crear-se la República Cisalpina. Va morir a Foligno el 1808.

## Obra
Entre les seves nombroses obres, es destaquen com més conegudes: 
- Palau Reial de Milà (1773-1778)
- Palazzo Belgioioso de Milà (1772-1781)
- Teatre de La Scala de Milà (1776-1778)
- Villa Reial de Monza (1776-1780)
- Palazzo Greppi de Milà (1772-1778)
- Església dels Sants Gervasi i Protasi de Parabiago (1780).

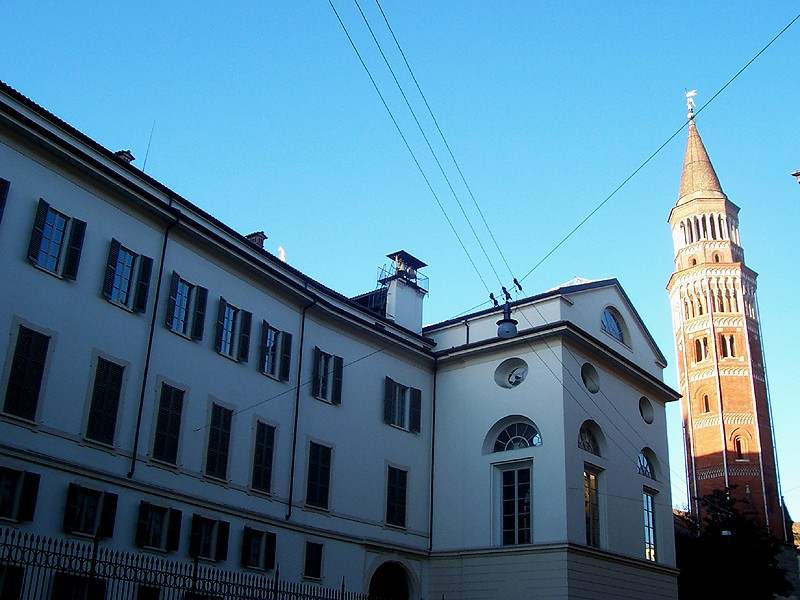
Palau Reial de Milà
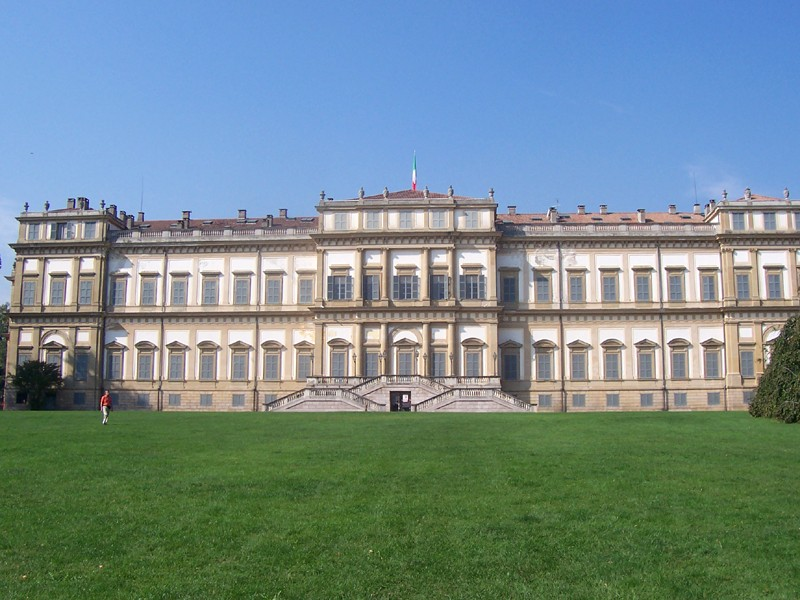
Villa Reial de Monza
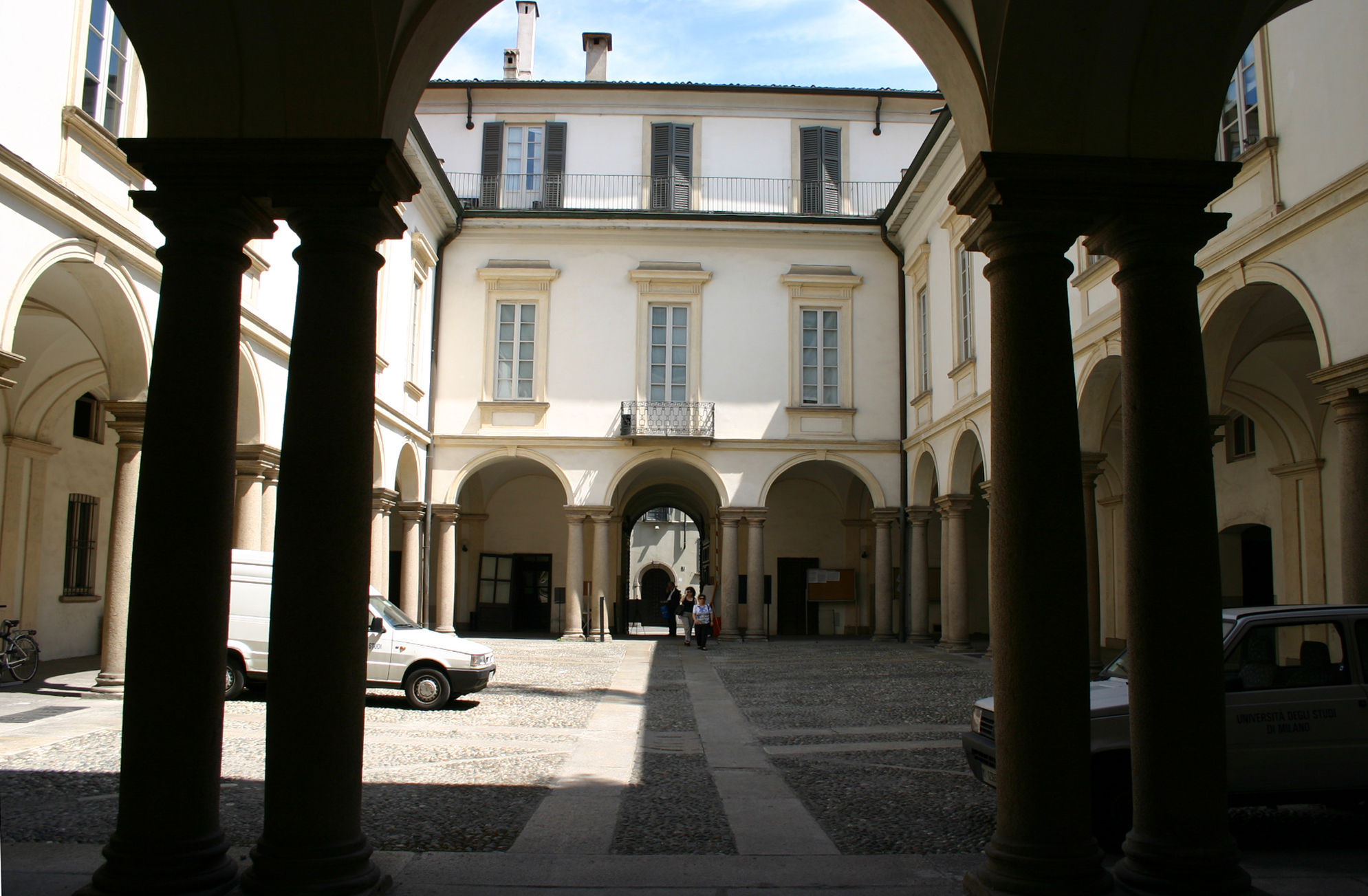
Pati del Palazzo Greppi
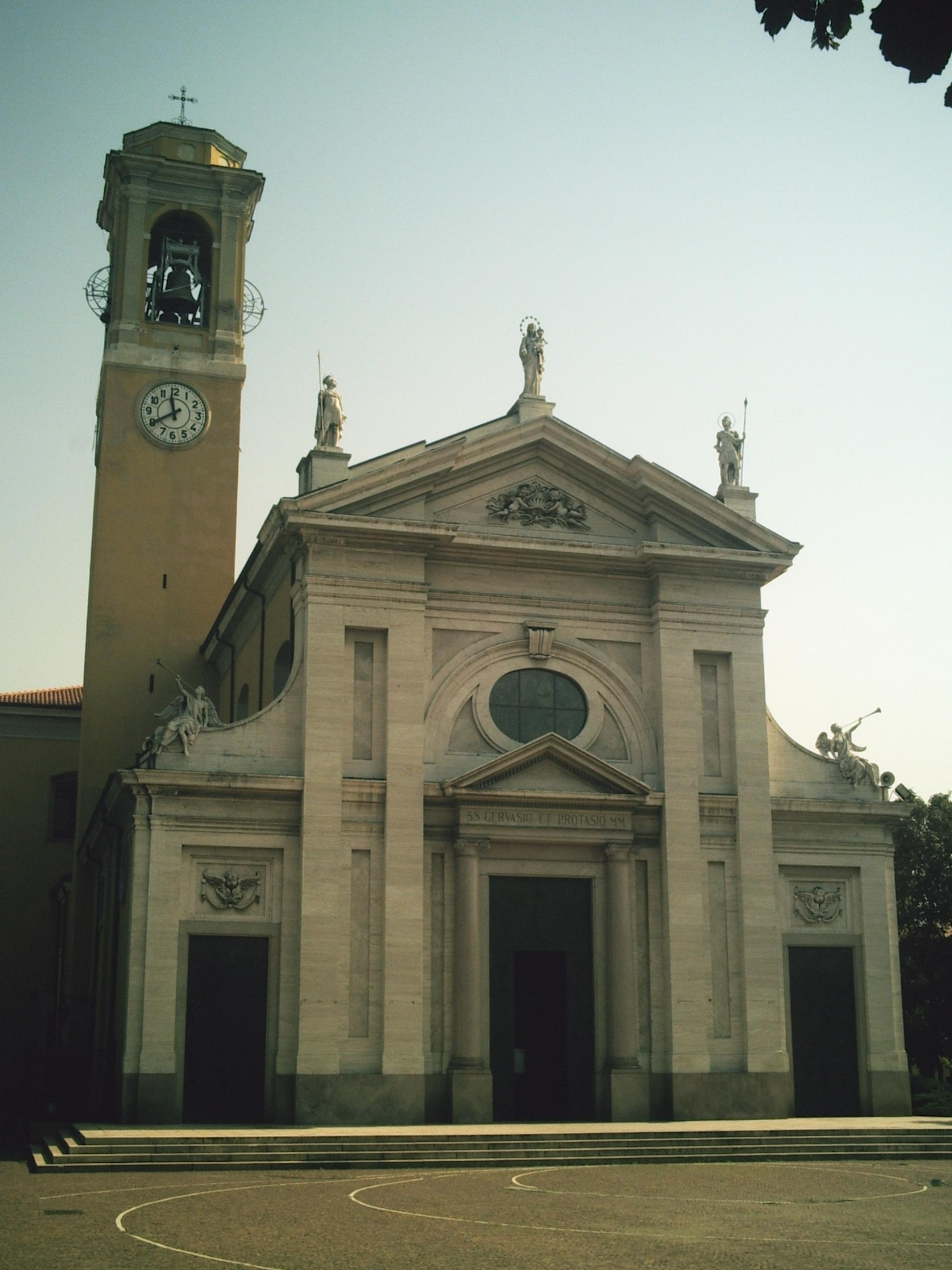
Sants Gervasi i Protasi